# 小行星8447
小行星8447（8447 Cornejo）是一颗绕太阳运转的小行星，为主小行星带小行星。该小行星于1974年7月19日发现。

## 轨道参数
小行星8447的轨道半长轴为345 750 224 km，2.3111646 UA，离心率为0.119。